# Région naturelle

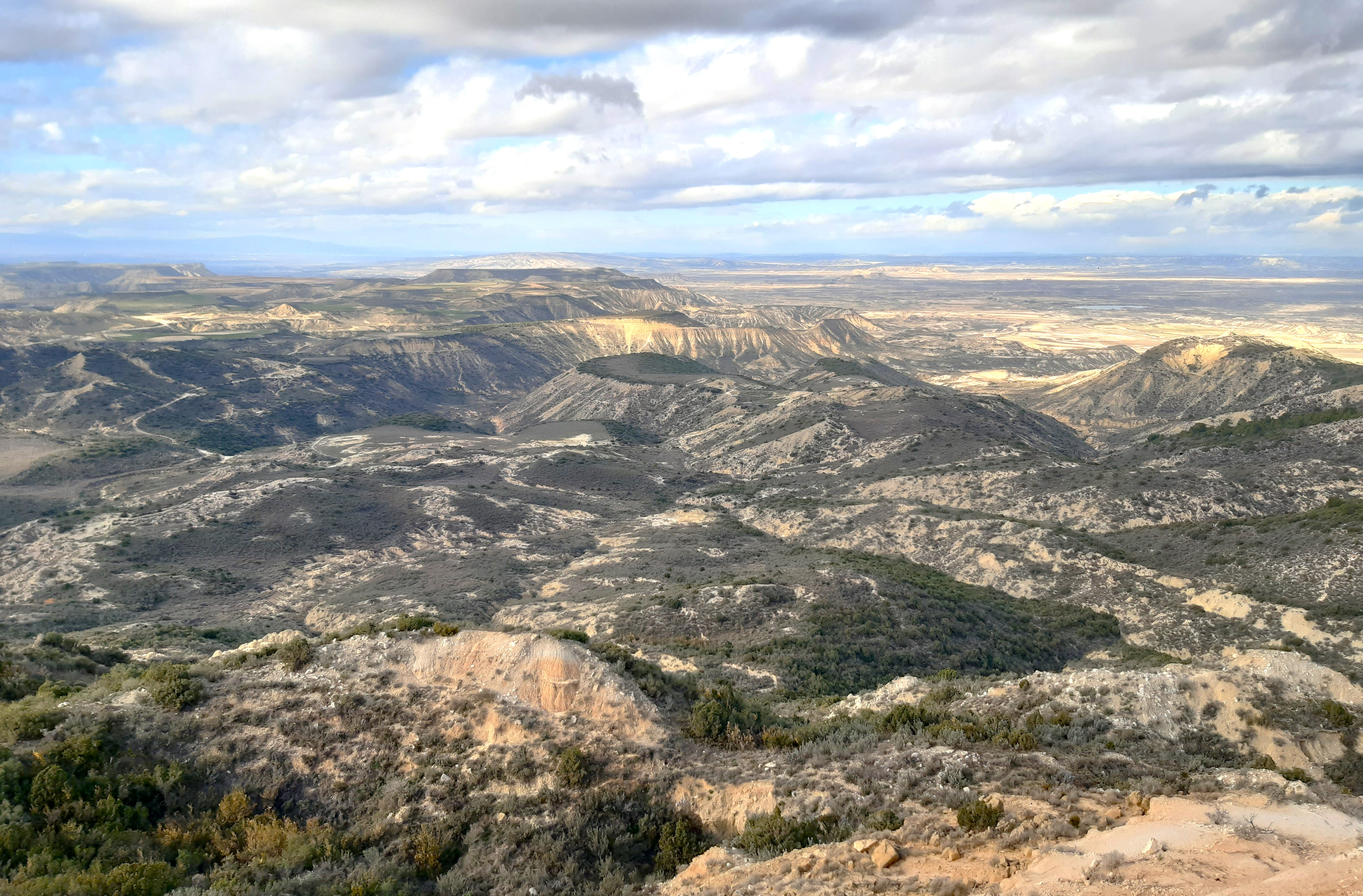
Les Bardenas Reales, région naturelle d'Espagne.

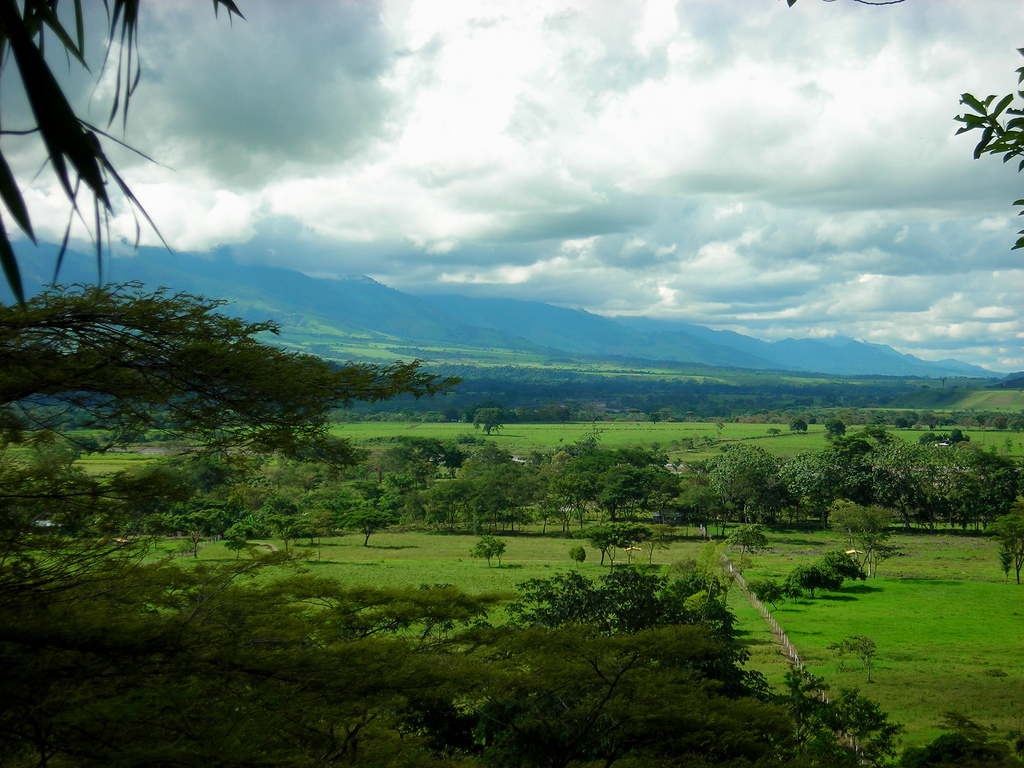
L'Orénoquie, région naturelle de Colombie.

Une région naturelle est une unité géographique de base présentant des similarités géographiques, topographiques, géologiques et/ou climatiques.